# Microsoft Dynamics
Microsoft Dynamics besteht aus einer Reihe von  Unternehmensanwendungen der Firma Microsoft. Es ersetzt die Softwarelinie der Microsoft Business Solutions.
Microsoft Dynamics umfasst folgende Software:
- Für das Customer-Relationship-Management (CRM), d. h. die Organisation der Kundenbeziehungen:
  - Microsoft Dynamics CRM
  - Microsoft Dynamics 365 Customer Service
- Für das Enterprise Resource Planning (ERP), d. h. die Verwertung der Unternehmensressourcen:
  - Microsoft Dynamics AX (früher Axapta)
  - Microsoft Dynamics Entrepreneur Solution 2008 (neue Lösung für KMU)
  - Microsoft Dynamics GP (früher Great Plains)
  - Microsoft Dynamics NAV (früher Navision)
  - Microsoft Dynamics SL (früher Solomon)
- Neue Dynamics-Anwendungen:
  - Microsoft Dynamics 365 for Finance and Operations
  - Microsoft Dynamics 365 Business Central
- Retail Management
  - Microsoft Retail Management System (früher QuickSell)